# Produits agroalimentaires traditionnels d'Ombrie
Les Produits agroalimentaires traditionnels d'Ombrie, reconnus par le ministère des Politiques agricoles, alimentaires et forestières (MIPAAF), sur la proposition du gouvernement de la région de l'Ombrie sont présentés dans la liste qui suit. La dernière mise à jour est du 7 juin 2012, date de la dernière révision des PAT (produits agroalimentaires traditionnels).

## Liste des produits
| N° | Dénomination                                                                                        | Secteur                                                                                               |                                                                       |
| -- | --------------------------------------------------------------------------------------------------- | --- | --------------------------------------------------------------------- |
| 1  | Capocollo                                                                                           | Viandes (et abats) et leurs préparations                                                              |                                                                       |
| 2  | coglioni di mulo                                                                                    | Viandes (et abats) et leurs préparations                                                              |                                                                       |
| 3  | coppa di testa                                                                                      | Viandes (et abats) et leurs préparations                                                              |                                                                       |
| 4  | corallina o salame umbro                                                                            | Viandes (et abats) et leurs préparations                                                              |                                                                       |
| 5  | guanciale o barbozzo                                                                                | Viandes (et abats) et leurs préparations                                                              |                                                                       |
| 6  | lombetto                                                                                            | Viandes (et abats) et leurs préparations                                                              |                                                                       |
| 7  | mazzafegati                                                                                         | Viandes (et abats) et leurs préparations                                                              |                                                                       |
| 8  | porchetta                                                                                           | Viandes (et abats) et leurs préparations                                                              |                                                                       |
| 9  | prosciutto nostrano                                                                                 | Viandes (et abats) et leurs préparations                                                              |                                                                       |
| 10 | salami di Norcia                                                                                    | Viandes (et abats) et leurs préparations                                                              |                                                                       |
| 11 | salsicce                                                                                            | Viandes (et abats) et leurs préparations                                                              |                                                                       |
| 12 | sanguinaccio                                                                                        | Viandes (et abats) et leurs préparations                                                              |                                                                       |
| 13 | ventresca                                                                                           | Viandes (et abats) et leurs préparations                                                              |                                                                       |
| 14 | pasta di olive                                                                                      | Condiments                                                                                            |                                                                       |
| 15 | paté di interiora di pollo                                                                          | Condiments                                                                                            |                                                                       |
| 16 | caciotta (caciotta e caciotta al tartufo)                                                           | Fromages                                                                                              |                                                                       |
| 17 | Fromageso (farcito e misto)                                                                         | Fromages                                                                                              |                                                                       |
| 18 | pecorino (di Norcia, di Norcia del pastore, stagionato in fossa/grotta, stagionato in botte, umbro) | Fromages                                                                                              |                                                                       |
| 19 | ravaggiolo                                                                                          | Fromages                                                                                              |                                                                       |
| 20 | broccoletti del lago                                                                                | Produits végétaux à l'état naturel ou transformés                                                     |                                                                       |
| 21 | Cicerchia                                                                                           | Produits végétaux à l'état naturel ou transformés                                                     |                                                                       |
| 22 | cipolla di Cannara                                                                                  | Produits végétaux à l'état naturel ou transformés                                                     | « Umbria »(Archive.org • Wikiwix • Archive.is • Google • Que faire ?) |
| 23 | fagiolina del lago Trasimeno                                                                        | Produits végétaux à l'état naturel ou transformés                                                     |                                                                       |
| 24 | fagiolo di cave - varietà di verdino di Cave e giallo di Cave                                       | Produits végétaux à l'état naturel ou transformés                                                     |                                                                       |
| 25 | Farro (épeautre et Farro di Monteleone di Spoleto - AOP)                                            | Produits végétaux à l'état naturel ou transformés                                                     |                                                                       |
| 26 | lenticchie                                                                                          | Produits végétaux à l'état naturel ou transformés                                                     |                                                                       |
| 27 | marrone                                                                                             | Produits végétaux à l'état naturel ou transformés                                                     |                                                                       |
| 28 | Patata rossa di Colfiorito                                                                          | Produits végétaux à l'état naturel ou transformés                                                     |                                                                       |
| 29 | sedano nero di Trevi                                                                                | Produits végétaux à l'état naturel ou transformés                                                     |                                                                       |
| 30 | tartufo bianco pregiato                                                                             | Produits végétaux à l'état naturel ou transformés                                                     |                                                                       |
| 31 | tartufo nero pregiato                                                                               | Produits végétaux à l'état naturel ou transformés                                                     |                                                                       |
| 32 | zafferano di Cascia                                                                                 | Produits végétaux à l'état naturel ou transformés                                                     |                                                                       |
| 33 | Attorta                                                                                             | Pâtes fraîches et produits de boulangerie, biscuiterie, pâtisserie et confiserie                      |                                                                       |
| 34 | bringoli                                                                                            | Pâtes fraîches et produits de boulangerie, biscuiterie, pâtisserie et confiserie                      |                                                                       |
| 35 | brustengolo                                                                                         | Pâtes fraîches et produits de boulangerie, biscuiterie, pâtisserie et confiserie                      |                                                                       |
| 36 | castagnole                                                                                          | Pâtes fraîches et produits de boulangerie, biscuiterie, pâtisserie et confiserie                      |                                                                       |
| 37 | ciaramicola                                                                                         | Pâtes fraîches et produits de boulangerie, biscuiterie, pâtisserie et confiserie                      |                                                                       |
| 38 | ciriole                                                                                             | Pâtes fraîches et produits de boulangerie, biscuiterie, pâtisserie et confiserie                      |                                                                       |
| 39 | cresciole di ciccioli                                                                               | Pâtes fraîches et produits de boulangerie, biscuiterie, pâtisserie et confiserie                      |                                                                       |
| 40 | crescionda                                                                                          | Pâtes fraîches et produits de boulangerie, biscuiterie, pâtisserie et confiserie                      |                                                                       |
| 41 | fave dei morti                                                                                      | Pâtes fraîches et produits de boulangerie, biscuiterie, pâtisserie et confiserie                      |                                                                       |
| 42 | mostaccioli                                                                                         | Pâtes fraîches et produits de boulangerie, biscuiterie, pâtisserie et confiserie                      |                                                                       |
| 43 | nociata                                                                                             | Pâtes fraîches et produits de boulangerie, biscuiterie, pâtisserie et confiserie                      |                                                                       |
| 44 | pammelati                                                                                           | Pâtes fraîches et produits de boulangerie, biscuiterie, pâtisserie et confiserie                      |                                                                       |
| 45 | Pampepato                                                                                           | Pâtes fraîches et produits de boulangerie, biscuiterie, pâtisserie et confiserie                      |                                                                       |
| 46 | pan mostato                                                                                         | Pâtes fraîches et produits de boulangerie, biscuiterie, pâtisserie et confiserie                      |                                                                       |
| 47 | pan nociato                                                                                         | Pâtes fraîches et produits de boulangerie, biscuiterie, pâtisserie et confiserie                      |                                                                       |
| 48 | pane di Strettura                                                                                   | Pâtes fraîches et produits de boulangerie, biscuiterie, pâtisserie et confiserie                      |                                                                       |
| 49 | Passatelli                                                                                          | Pâtes fraîches et produits de boulangerie, biscuiterie, pâtisserie et confiserie                      |                                                                       |
| 50 | pici                                                                                                | Pâtes fraîches et produits de boulangerie, biscuiterie, pâtisserie et confiserie                      |                                                                       |
| 51 | pinoccate                                                                                           | Pâtes fraîches et produits de boulangerie, biscuiterie, pâtisserie et confiserie                      |                                                                       |
| 52 | pinolate                                                                                            | Pâtes fraîches et produits de boulangerie, biscuiterie, pâtisserie et confiserie                      |                                                                       |
| 53 | Rocciata                                                                                            | Pâtes fraîches et produits de boulangerie, biscuiterie, pâtisserie et confiserie                      |                                                                       |
| 54 | schiacciata al formaggio                                                                            | Pâtes fraîches et produits de boulangerie, biscuiterie, pâtisserie et confiserie                      |                                                                       |
| 55 | stinchetti                                                                                          | Pâtes fraîches et produits de boulangerie, biscuiterie, pâtisserie et confiserie                      |                                                                       |
| 56 | Strangozzi                                                                                          | Pâtes fraîches et produits de boulangerie, biscuiterie, pâtisserie et confiserie                      |                                                                       |
| 57 | strufoli                                                                                            | Pâtes fraîches et produits de boulangerie, biscuiterie, pâtisserie et confiserie                      |                                                                       |
| 58 | torciglione                                                                                         | Pâtes fraîches et produits de boulangerie, biscuiterie, pâtisserie et confiserie                      |                                                                       |
| 59 | torcolo di San Costanzo                                                                             | Pâtes fraîches et produits de boulangerie, biscuiterie, pâtisserie et confiserie                      |                                                                       |
| 60 | Torta al formaggio o di pasqua                                                                      | Pâtes fraîches et produits de boulangerie, biscuiterie, pâtisserie et confiserie                      |                                                                       |
| 61 | torta al testo                                                                                      | Pâtes fraîches et produits de boulangerie, biscuiterie, pâtisserie et confiserie                      |                                                                       |
| 62 | tozzetti                                                                                            | Pâtes fraîches et produits de boulangerie, biscuiterie, pâtisserie et confiserie                      |                                                                       |
| 63 | umbricelli                                                                                          | Pâtes fraîches et produits de boulangerie, biscuiterie, pâtisserie et confiserie                      |                                                                       |
| 64 | Anguilla del Trasimeno                                                                              | Préparations de poissons, mollusques, crustacés, et techniques particulières d'élevage de ces espèces |                                                                       |
| 65 | Carpa del Trasimeno                                                                                 | Préparations de poissons, mollusques, crustacés, et techniques particulières d'élevage de ces espèces |                                                                       |
| 66 | Latterino del Trasimeno                                                                             | Préparations de poissons, mollusques, crustacés, et techniques particulières d'élevage de ces espèces |                                                                       |
| 67 | Luccio del Trasimeno                                                                                | Préparations de poissons, mollusques, crustacés, et techniques particulières d'élevage de ces espèces |                                                                       |
| 68 | Persico reale del Trasimeno                                                                         | Préparations de poissons, mollusques, crustacés, et techniques particulières d'élevage de ces espèces |                                                                       |
| 69 | Tinca del Trasimeno                                                                                 | Préparations de poissons, mollusques, crustacés, et techniques particulières d'élevage de ces espèces |                                                                       |
| 70 | ricotta salata                                                                                      | Produits d'origine animale (miel, produits laitiers, à l'exclusion du beurre)                         |                                                                       |